# Chiesa della Gran Madre di Dio (Torino)
(Iscrizione sul pronao)
La chiesa della Gran Madre di Dio è uno dei più importanti luoghi di culto cattolici di Torino. Situata nella piazza omonima, si trova sulla riva destra idrografica del fiume Po,  nel quartiere Borgo Po, immediatamente prospiciente al Ponte Vittorio Emanuele I e alla centrale piazza Vittorio Veneto; insieme a questi scorci, uniti alla visuale del vicino Monte dei Cappuccini, completa uno dei panorami più noti e suggestivi dell'area orientale del centro storico di Torino.
Il progetto fu opera dell'architetto della corte sabauda Ferdinando Bonsignore (1760-1843) che diede alla chiesa forme e proporzioni ispirate dichiaratamente a quelle del Pantheon di Roma, di stile neoclassico-adrianeo.
La prima pietra fu posata da Vittorio Emanuele I il giorno 23 luglio 1818 e l'opera venne ultimata nel 1831 come parte del quinto ingrandimento della città di Torino voluto da Carlo Felice; con esso sorsero anche la grande piazza Vittorio Emanuele I, gli ultimi due isolati della via di Porta Nuova, la Piazza Carlo Felice e gli isolati che fronteggiano la parte a mezzogiorno del Corso dei Platani, oggi Corso Fiume.

## Storia
L'edificio, unica chiesa della città di proprietà comunale, fu eretto per volontà del corpo decurionale della città per festeggiare il ritorno del re Vittorio Emanuele I di Savoia il 20 maggio 1814, dopo la ritirata dell'esercito di Napoleone e la fine del dominio francese. 
Sul timpano del pronao che sovrasta il suo ingresso è ben visibile l'epigrafe ordo popvlvsqve tavrinvs ob adventvm regis, coniata dal latinista Michele Provana del Sabbione. Tale dedica, così come la costruzione dell'intero tempio, raccolse severe critiche fra i contemporanei per via del fatto che si fa menzione della venuta o arrivo (in latino: adventŭs) del Re e non del suo ritorno (in latino: redĭtus) dopo l'esilio.

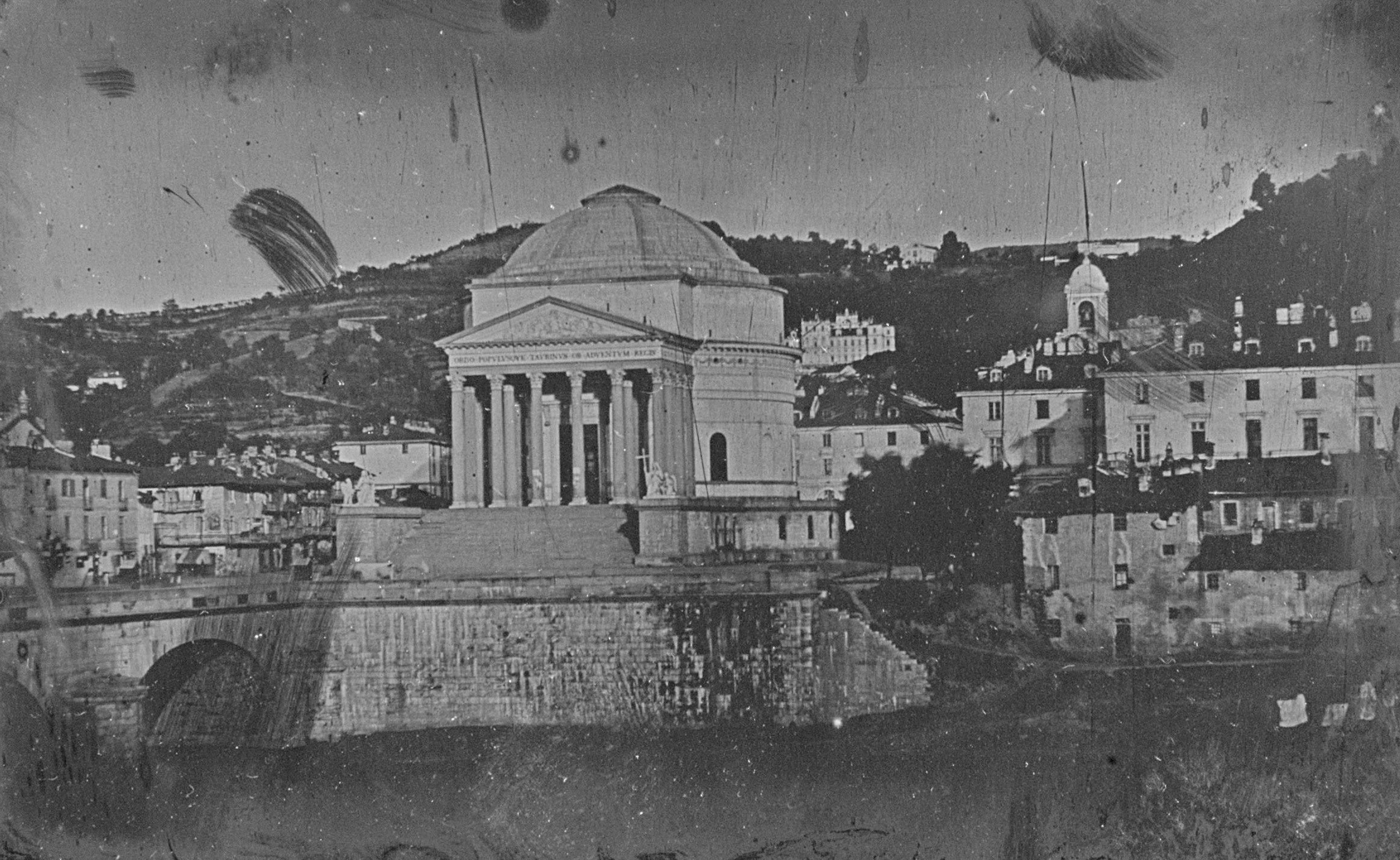
Chiesa della Gran Madre di Dio a Torino (foto di Enrico Federico Jest), l'8 ottobre 1839. Trattasi di uno dei primissimi dagherrotipi scattati in Italia.

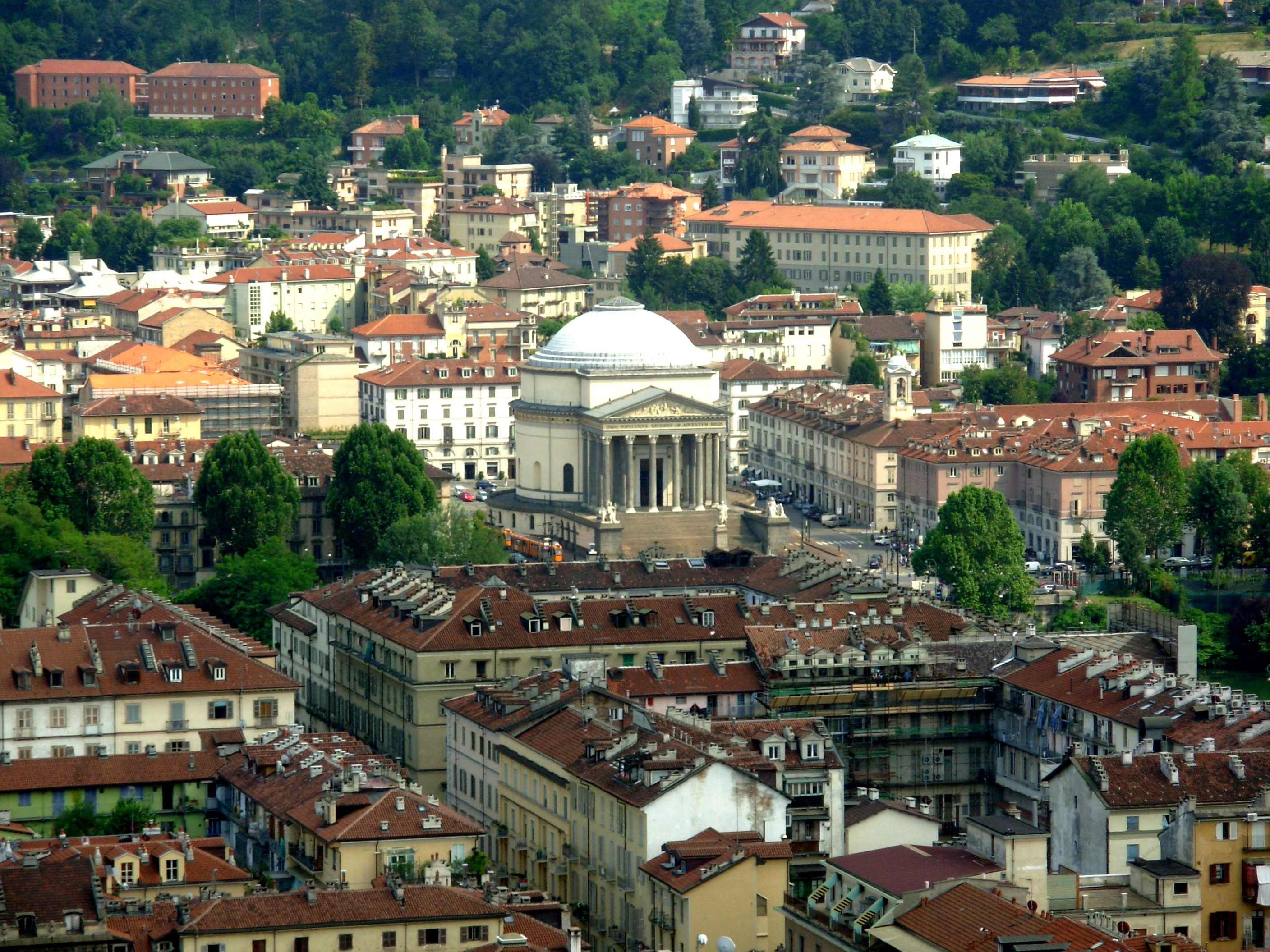
Veduta panoramica dalla vicina Mole Antonelliana

Il progetto di Ferdinando Bonsignore, artista di chiaro indirizzo neoclassico, venne scelto in seguito a un concorso e avviato alla realizzazione soltanto nel 1818, dopo la solenne posa della prima pietra.
La costruzione del tempio si interruppe per circa un decennio e il cantiere riprese i lavori sotto il regno di Carlo Felice dal 1827. L'edificio fu inaugurato nel 1831 sotto il regno del successore Carlo Alberto la cui salma qui ebbe l'ultima solenne benedizione il 14 ottobre 1849 prima di essere tumulata nella Basilica di Superga. Oltre a Bonsignore diedero il loro contributo l'architetto Giuseppe Formento e l'ingegnere monregalese Virginio Bordino, che ideò il sistema per erigere sullo stilobate le grandi colonne del pronao esastilo. Nei lavori di costruzione fu coinvolto anche l'architetto casalese Luigi Canina, residente a Roma, che fu spesso consultato per questioni architettoniche relative all'edificio ed ebbe altresì l'incarico di mantenere i contatti con gli scultori Bertel Thorvaldsen e Carlo Finelli, in occasione della realizzazione delle statue e dei bassorilievi, opere eseguite da giovani allievi delle Accademie italiane e in particolare dell'Accademia di Belle Arti di Torino, da poco riformata.

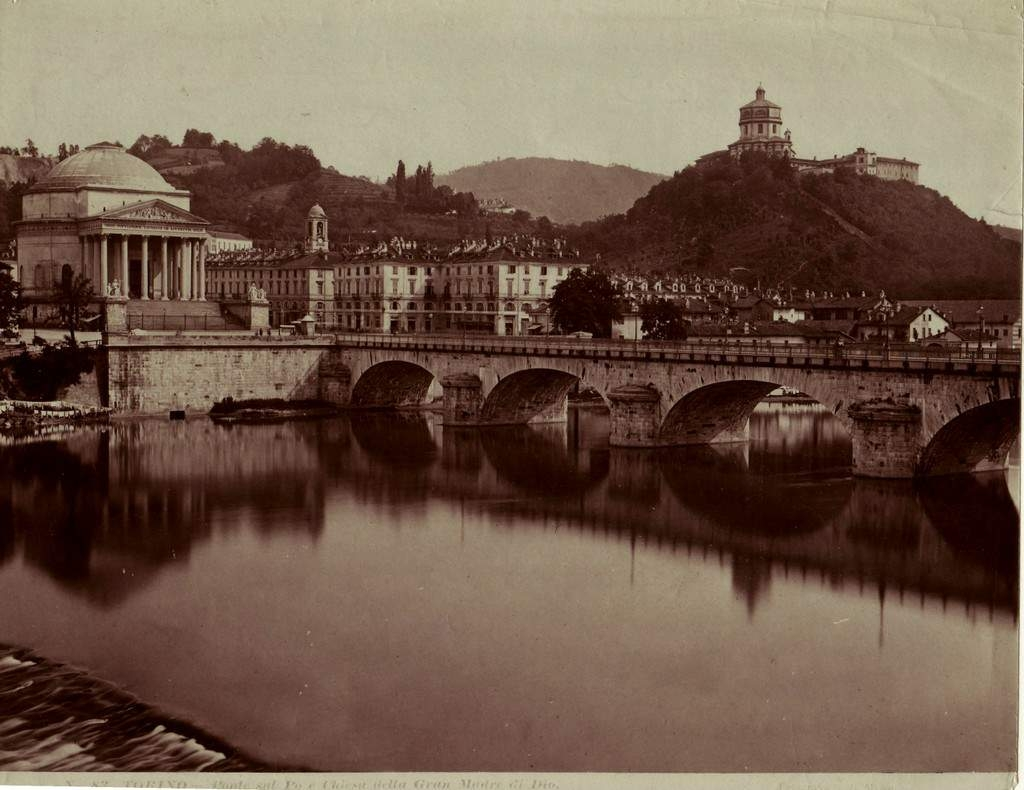
La chiesa in una fotografia degli anni settanta del XIX secolo

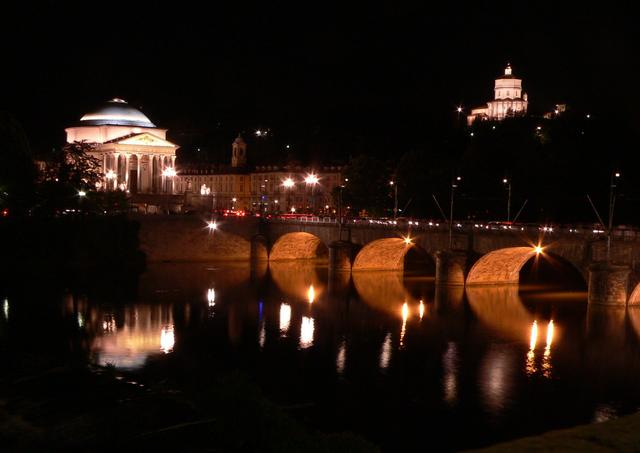
Vista notturna della chiesa da corso Cairoli, sulla riva opposta del Po

## Descrizione

### Esterno

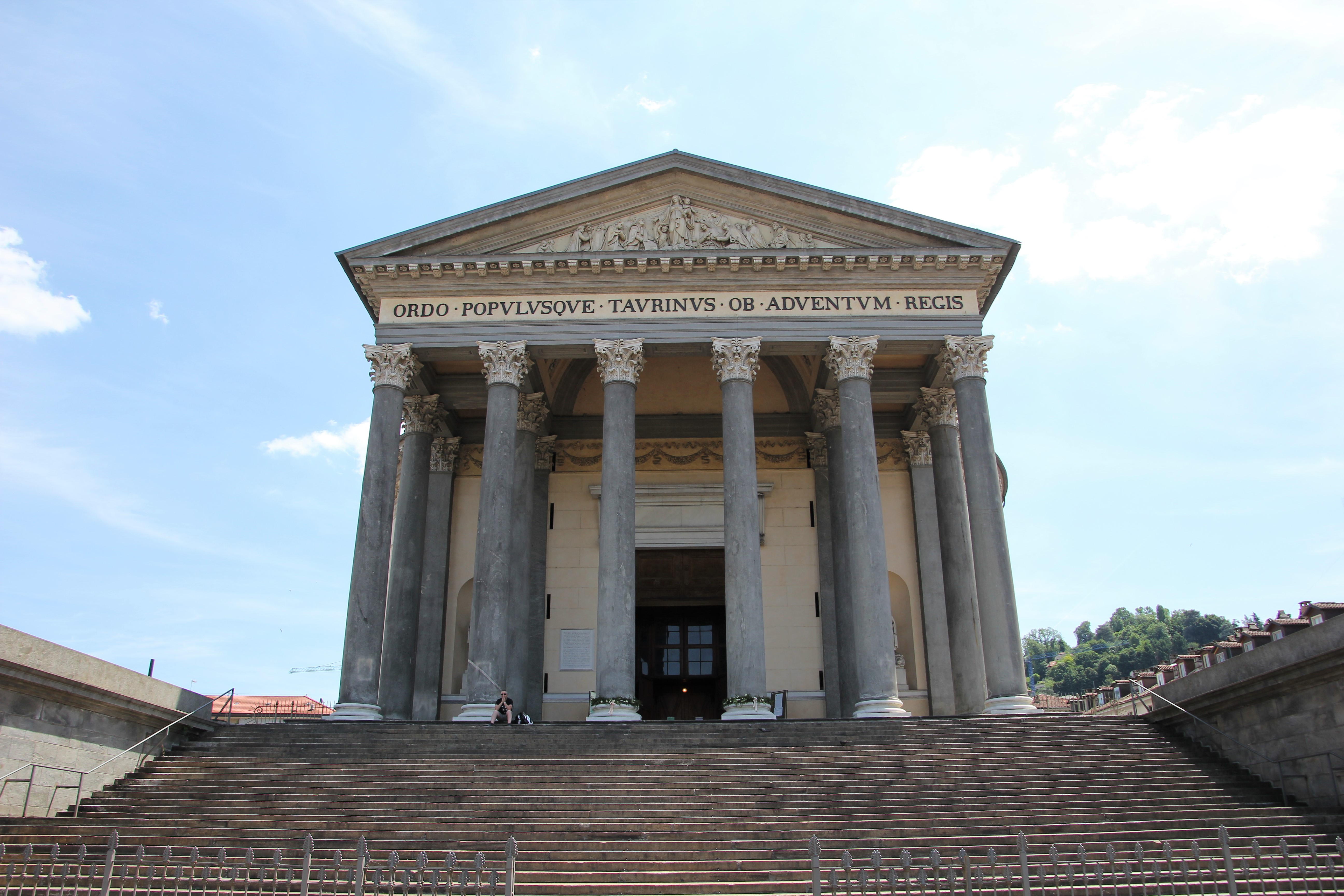
Il pronao esastilo visto dalla base della scalinata

L'edificio sorge rialzato rispetto alla piazza circostante grazie a un alto basamento costituito da un'ampia scalinata al termine della quale si trova il grande pronao esastilo, costituito da sei colonne frontali; all'interno del pronao vi sono altre due colonne, una per ciascun lato, affiancate da tre pilastri addossati alle pareti. Le dieci colonne e i sei pilastri recano capitelli corinzi e il pronao nel suo complesso conferisce alla struttura un marcato aspetto neoclassico. 
Sull'alto frontone vi è il timpano scolpito con un altorilievo marmoreo del 1827 attribuito a Francesco Somaini di Maroggia (1795-1855), che rappresenta la Vergine con Bambino che riceve omaggio da parte dei decurioni torinesi, committenti dell'edificio religioso.
Sotto il pronao, ai lati del portale, vi sono due nicchie contenenti statue di santi:
- San Marco evangelista sulla destra, con il Vangelo in mano e un piede che sovrasta il leone, opera di Giuseppe Chialli (1828).
- San Carlo Borromeo sulla sinistra, opera di Giuseppe Bogliani (1829)

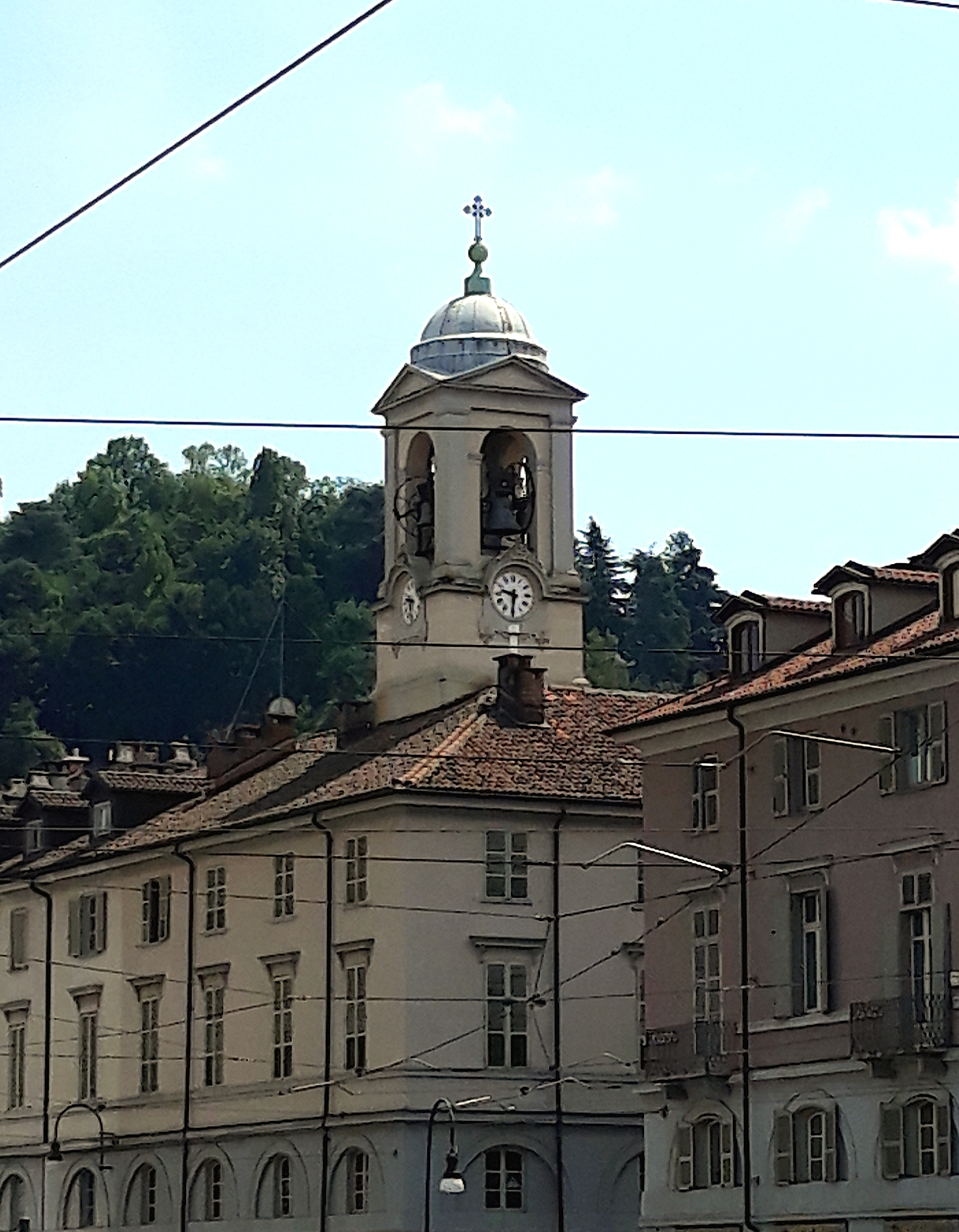
Il campanile (1830), staccato dalla chiesa, e posto sull'edificio adiacente

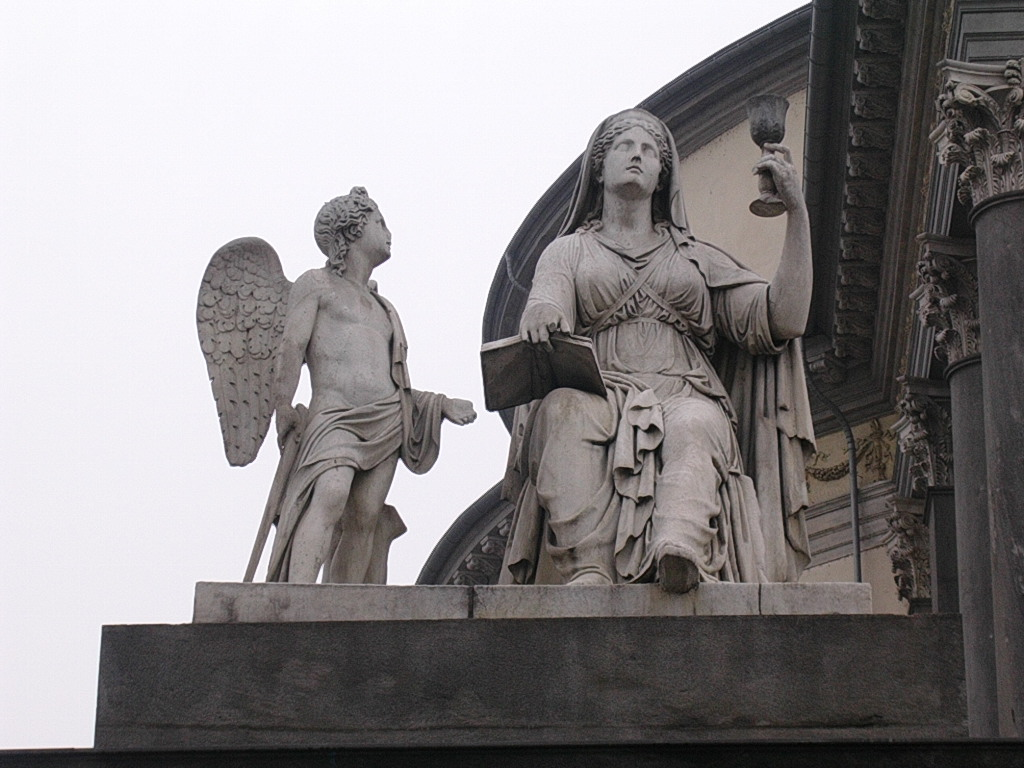
La statua della Fede

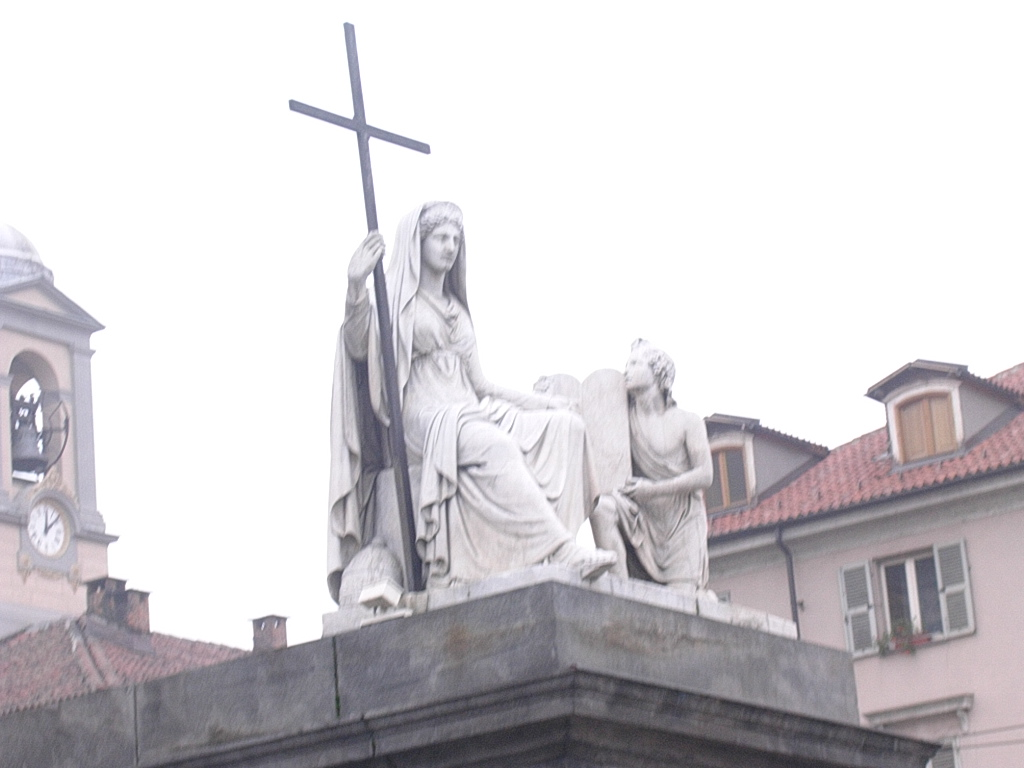
La statua della Religione

Alla base della scalinata, ognuna su un grande basamento posto a lato della struttura, sono presenti due statue, rappresentanti la Fede e la Religione, realizzate dallo scultore carrarese Carlo Chelli nel 1828, spesso erroneamente interpretate come rappresentazione della Madonna.
La Fede, sulla sinistra, è rappresentata da una figura femminile con un nastro intrecciato sul petto e un manto che la ricopre interamente lasciando scoperti, oltre al volto e alle mani, il piede sinistro che calza lo stesso tipo di sandalo della seconda statua, la Religione. Con la mano destra tiene un libro aperto, nella sinistra alzata verso il cielo tiene con un calice. Alla sua destra vi è un piccolo angelo seminudo, in piedi, con un bastone nella mano destra e la sinistra rivolta verso la donna.
La Religione, sulla destra, è raffigurata da una donna con lungo abito chiuso da un nastro e ricoperta da un manto. Impassibile, ha lo sguardo verso l'orizzonte e sembra non accorgersi del giovane che le sta inginocchiato accanto e che le tende due tavole di pietra bianche. Con la mano destra impugna una croce.

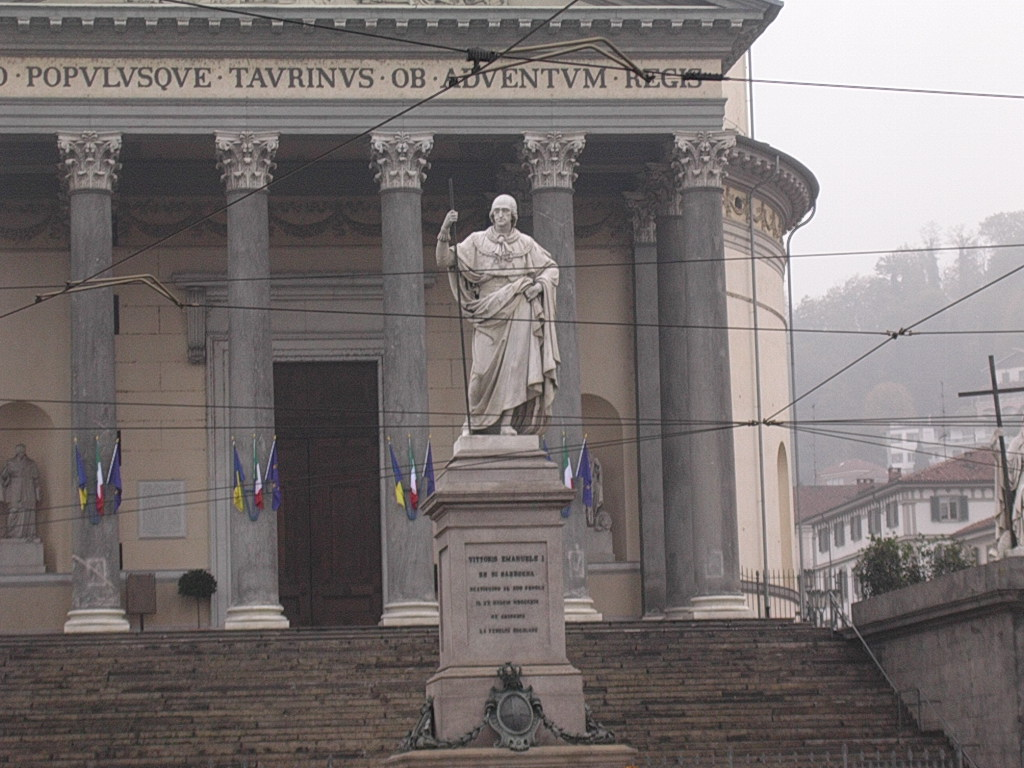
Vittorio Emanuele I di Savoia, ai piedi della gradinata

Vittorio Emanuele I di Savoia, al centro, ai piedi della scalinata, è raffigurato con una statua marmorea colossale di quasi dieci metri, opera di Giuseppe Gaggini, docente all'Accademia Albertina di Torino, iniziata nel 1849, ma terminata soltanto nel 1869. Essa fu completata per volere di re Vittorio Emanuele II, così come recita la l'iscrizione sul retro del basamento, decorata con stemma comunale: "VITTORIO EMANUELE II RE D'ITALIA QUESTA STATUA DONATA AI TORINESI L'ANNO MDCCCLXIX".
Sul fronte del basamento invece, una seconda iscrizione ne descrive il soggetto: "VITTORIO EMANUELE I RE DI SARDEGNA RESTITUITO AL SUO POPOLO IL XX MAGGIO MDCCCXIV NE CORONAVA LA FEDELTÀ SECOLARE". L'opera fu posta sul basamento, con una cerimonia ufficiale, soltanto nel 1885.
La chiesa, per la sua specifica forma architettonica, non è provvista di campanile: una torre campanaria con orologio fu eretta, distaccata da essa, soltanto nel 1830, presso un edificio posto sul lato destro della piazzetta, ovvero all'angolo con via Bonsignore, dove furono allestiti altresì l'oratorio, gli uffici e gli archivi parrocchiali.

### Interni

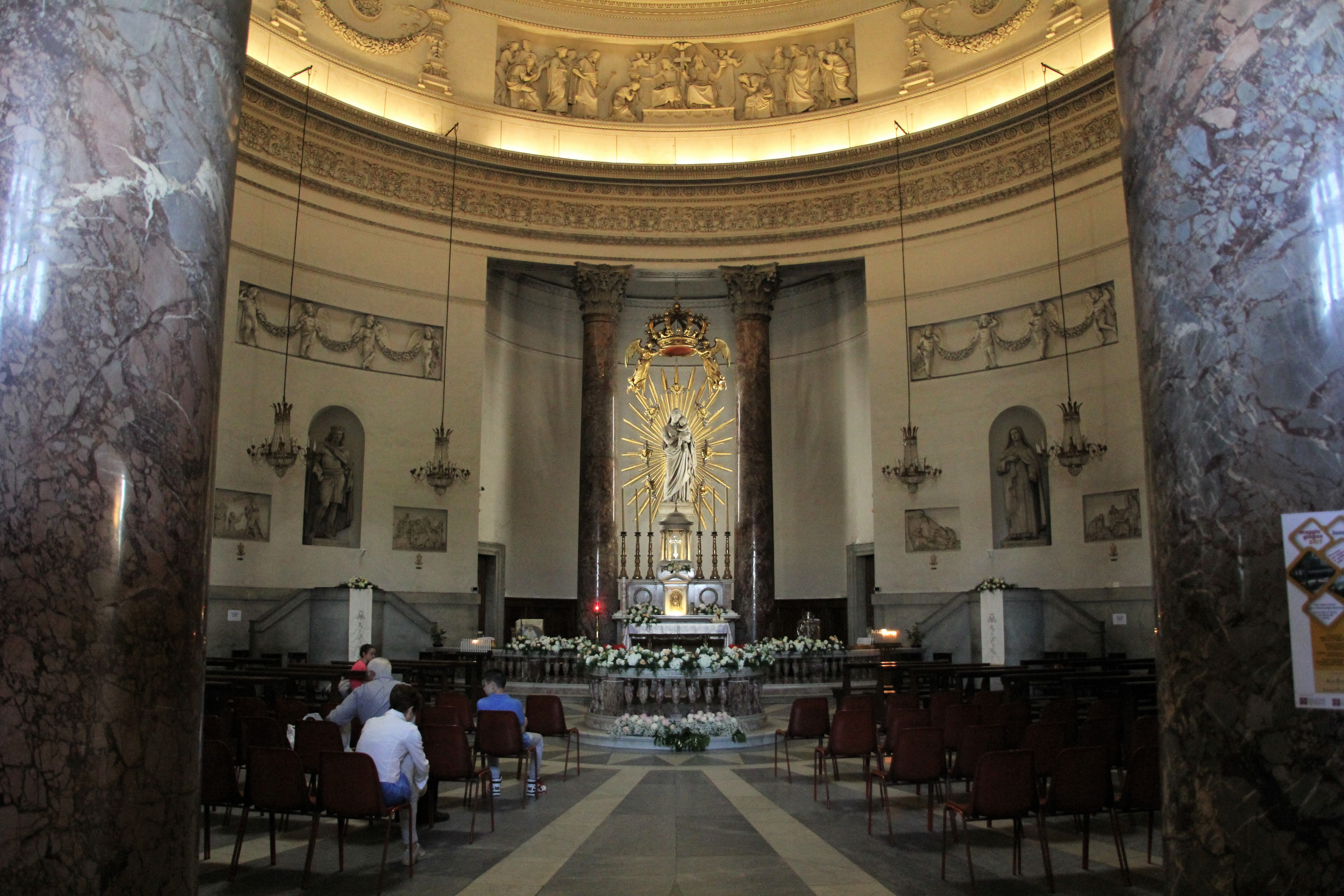
Una vista della navata interna

L'interno della chiesa appare molto semplice, a navata unica a pianta circolare; l'altare maggiore posto a oriente e ricavato in un'abside semicircolare caratterizzata da due grandi colonne in porfido rosso, contrapposte alle altre due analoghe che affiancano il portale d'accesso, posizionato a occidente.
Di notevole importanza è l'apparato scultoreo, alla quale realizzazione parteciparono gli scultori Angelo Bruneri (San Maurizio), Giuseppe Bogliani (San Carlo Borromeo e San Giovanni Battista), Carlo Caniggia (Amedeo IX di Savoia), Giuseppe Chialli (San Marco), Antonio Moccia (Margherita di Savoia), Andrea Galassi a cui si deve la statua della Gran Madre di Dio con il Bambino, situata dietro l'altare maggiore, avvolta da un'aura mistica costituita da raggi dorati e sovrastata da una grossa corona lignea sorretta da due putti. Nelle nicchie laterali interne sono presenti statue raffiguranti: San Maurizio, la beata Margherita di Savoia, il beato Amedeo IX di Savoia e San Giovanni Battista, patrono della città. Del Novecento sono invece il grande crocifisso dello scultore Edoardo Rubino e un bassorilievo di Umberto Baglioni.
Alla base della cupola vi è una decorazione costituita da ghirlande scolpite alternate a quattro bassorilievi che narrano episodi della Vita della Vergine, ovvero: Natività, Presentazione al Tempio, Sposalizio, Incoronazione, realizzati su disegno e modello di Carlo Finelli dagli scultori milanesi Gaetano Motelli, Abbondio Sangiorgio, Francesco Somaini, e Francesco Stanga.

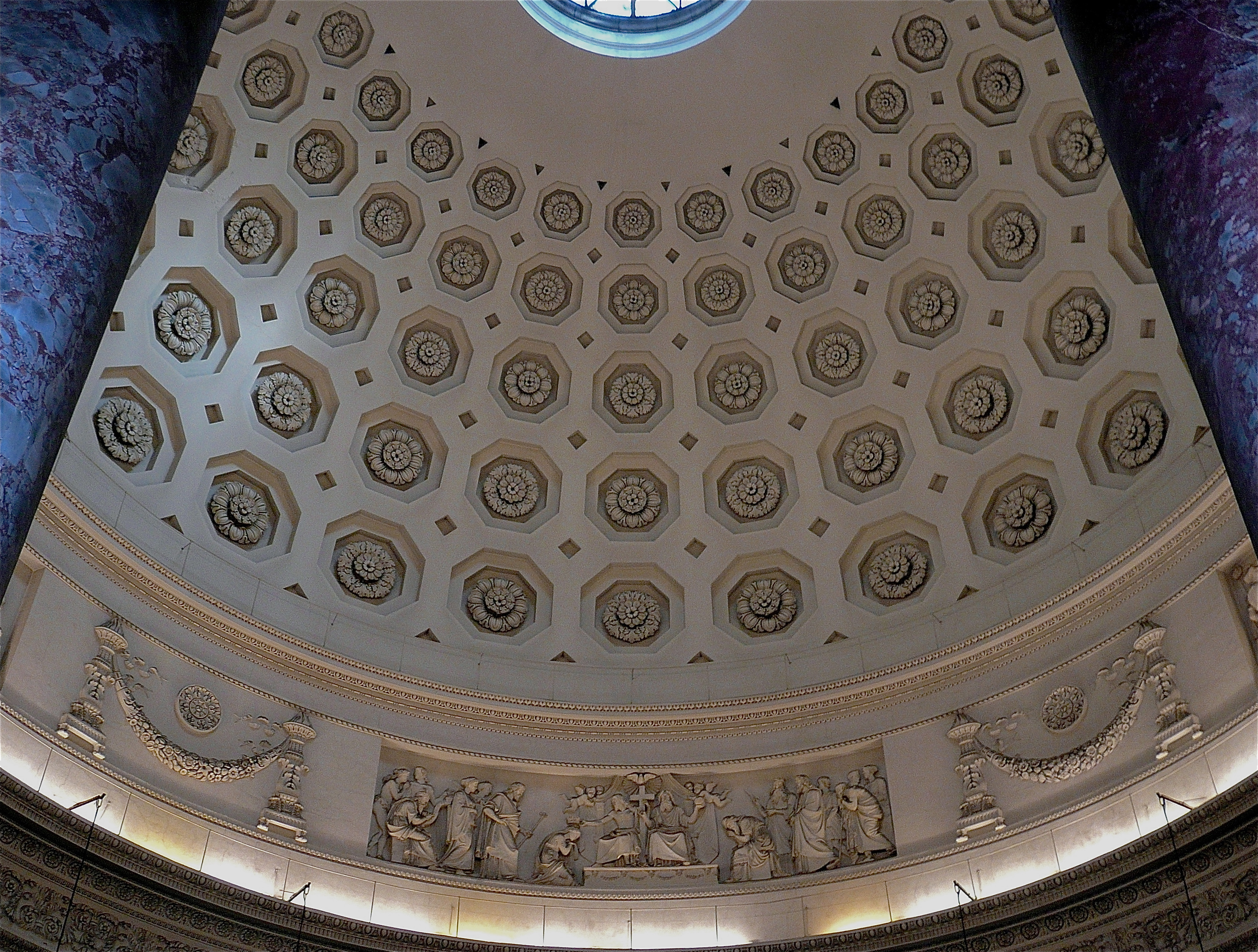
L'interno della cupola

La parte più importante e caratteristica della chiesa è indubbiamente la cupola. Essa è caratterizzata da cinque ordini di lacunari ottagonali di misura decrescente decorati in stucco ed è considerata un capolavoro del neoclassico piemontese; la struttura è interamente realizzata in calcestruzzo e termina con un oculo circolare di oltre tre metri di diametro da cui filtra la luce zenitale. L'oculo fu progettato maniera tale che la luce proveniente da esso illumini la statua di Giovanni Battista il giorno della sua festa il 24 giugno.
Nei vani sottostanti collocati all'interno del basamento della chiesa, in una cripta disegnata da Giovanni Ricci, si trova il Sacrario dei Caduti della prima guerra mondiale inaugurato il 25 ottobre 1932, alla presenza di Benito Mussolini.

## Tradizioni e leggende

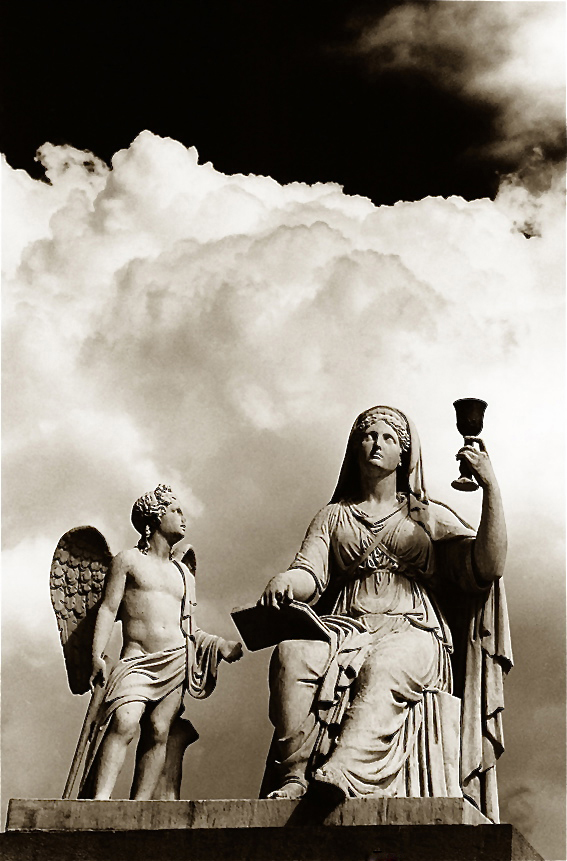
Statua della Fede

Secondo una tradizione infondata, la chiesa sorgerebbe sul luogo ove, nell'antichità, si trovava un tempio dedicato alla dea egizia Iside, conosciuta anche come "Grande Madre".
Secondo le cronache storiche narrate dal Cibrario, nel corso dell'Ottocento davanti alla chiesa venivano esposti i cadaveri dei mendicanti o degli sconosciuti in attesa di riconoscimento; essi venivano precedentemente esposti di fronte al Palazzo Reale.
Una delle due statue ai lati della scalinata, quella di sinistra, rappresenta una donna che tiene nella mano destra un libro aperto e con la sinistra leva un calice. Per gli amanti dell'esoterismo tale statua, rappresentante ufficialmente la Fede, non sarebbe altro che la stessa Madonna, con in mano il Santo Graal, e indicherebbe un punto che dovrebbe portare al ritrovamento del prezioso calice, il che indurrebbe a pensare che la leggendaria reliquia si trovi proprio in questa città.